# Saint-Jean-la-Bussière
Saint-Jean-la-Bussière ist eine französische Gemeinde mit 1.175 Einwohnern (Stand: 1. Januar 2022) im  Département Rhône in der Region Auvergne-Rhône-Alpes. Sie gehört zum Arrondissement Villefranche-sur-Saône, zum Kanton Thizy-les-Bourgs und ist Mitglied im Gemeindeverband L’Ouest Rhodanien. 

## Geographie
Saint-Jean-la-Bussière liegt rund 47 Kilometer nordwestlich von Lyon und etwa 30 Kilometer westnordwestlich von Villefranche-sur-Saône. Umgeben wird Saint-Jean-la-Bussière von den Nachbargemeinden Thizy-les-Bourgs im Norden und Nordwesten, Cublize im Nordosten, Ronno im Osten, Amplepuis im Süden sowie Saint-Victor-sur-Rhins im Westen.

## Bevölkerungsentwicklung
| Jahr                       | 1962 | 1968 | 1975 | 1982 | 1990 | 1999 | 2006 | 2013 |
| Einwohner                  | 1037 | 1058 | 937  | 820  | 847  | 862  | 899  | 1171 |
| Quellen: Cassini und INSEE |      |      |      |      |      |      |      |      |

## Sehenswürdigkeiten
- Kirche Nativité-de-Saint-Jean-Baptiste

## Weblinks

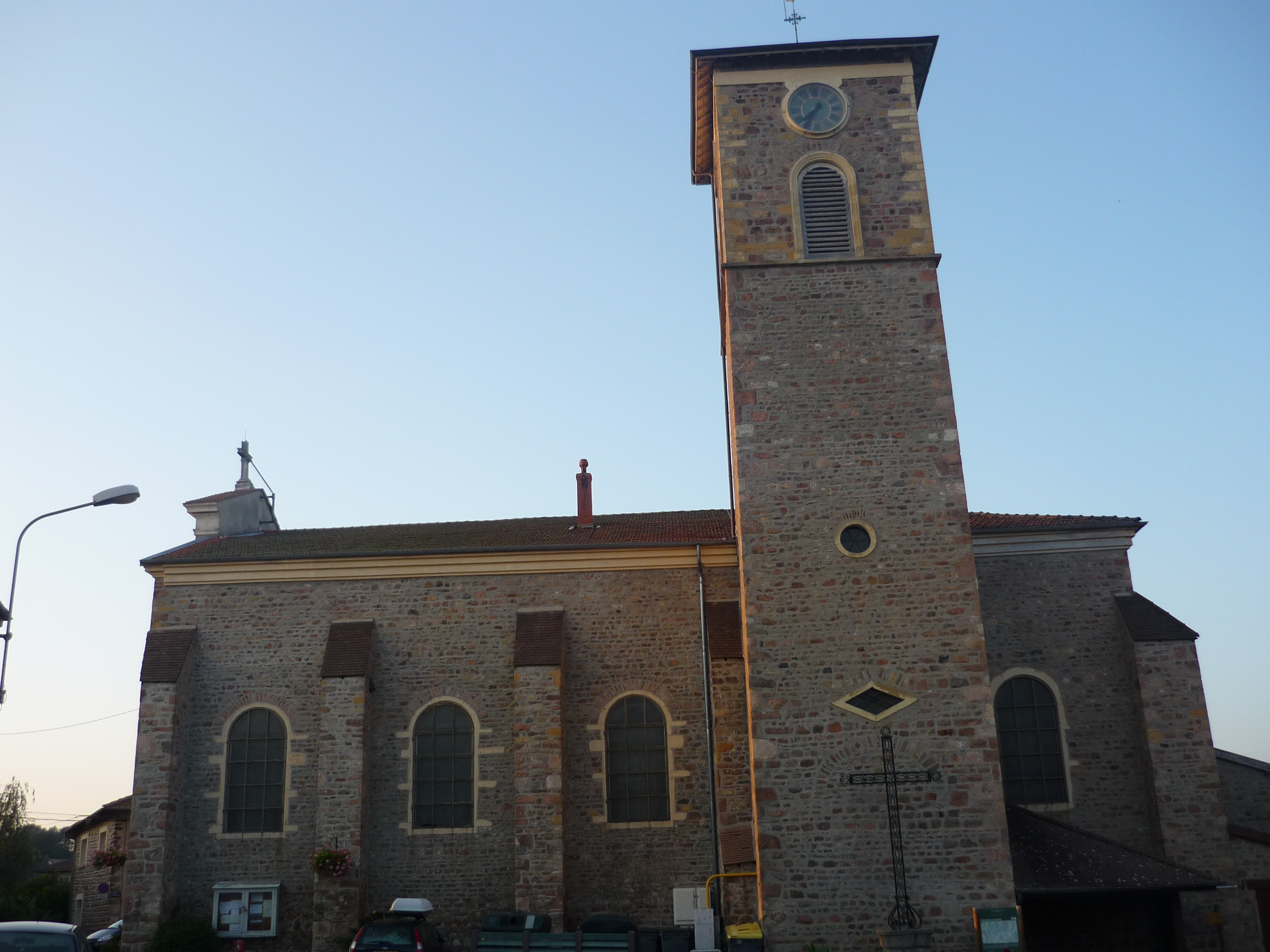
Kirche Nativité-de-Saint-Jean-Baptiste